# 法蒂玛·巴涅斯
玛丽亚·法蒂玛·巴涅斯·加西亚（西班牙語：María Fátima Báñez García，1967年1月6日—）是西班牙人民党政治人物，2011年至2018年在拉霍伊内阁中担任西班牙就业与社会保障大臣。

## 经历

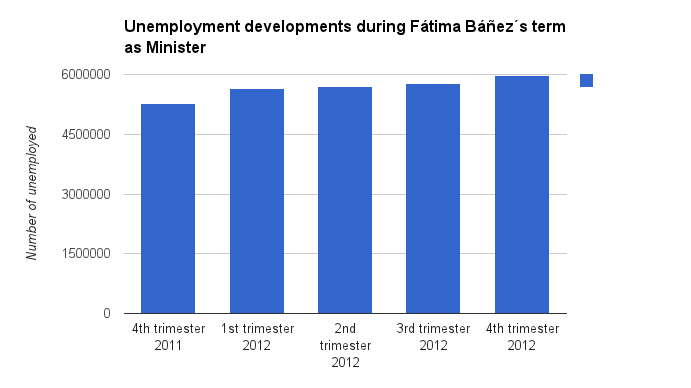
法蒂玛·巴涅斯在任期间西班牙失业形势统计图

韦尔瓦省出身，毕业于科米利亚斯主教大学。2000年起就任西班牙众议院议员。2011年在拉霍伊内阁中出任就业与社会保障大臣。
当时西班牙受经济危机影响，失业率居高不下。2012年2月10日，人民党政府在欧盟委员会、经济合作与发展组织和西班牙銀行的支持下，正式通过了劳动力市场改革紧急法，以通过灵活的工作合同促进就业，拉动经济增长。巴涅斯希望新的劳动法能够促进中小企业多聘用人。然而它却遭到了民间人士的反对，并在2012年3月29日以总罢工的形式达到高潮。
2013年1月24日，巴涅斯在就任就业和社会保障大臣13个月后，西班牙的失业人数为5,965,400人，失业率为26.02％。2013年4月25日，根据西班牙劳工调查组织的报告，西班牙失业人数为6,202,700人，失业率为27.16％。在她改革措施的持续影响下，2016年后期西班牙失业率降至18.9％，但仍然是欧盟继希腊之后的第二高失业率。